# サンタ・ドメーニカ・タラオ
サンタ・ドメーニカ・タラオ（イタリア語: Santa Domenica Talao）は、イタリア共和国カラブリア州コゼンツァ県にある、人口約1,200人の基礎自治体（コムーネ）。

## 地理

### 位置・広がり

#### 隣接コムーネ
隣接するコムーネは以下の通り。
- オルソマルソ
- パパジーデロ
- プラーイア・ア・マーレ
- サン・ニコーラ・アルチェッラ
- スカレーア